# Kadugli-Krongo jezici
Kadugli-Krongo jezici (Isto i Kadugli), mala skupina nilsko-saharskih jezika iz Sudana. Obuhvaća 6 jezika: 
- Kanga [kcp], 	8.000 (1989).
- Katcha-Kadugli-Miri [xtc], 75.000 (2004 SIL).
- Keiga [kec], 	6.070 (1984 R. Stevenson).
- Krongo [kgo], 21.700 (1984 R. Stevenson).
- Tulishi [tey], 8.630 (Voegelin and Voegelin 1977), od toga otpada 3.000 na kamda i 2.500 na [Tulishi dijalekt|tulishi].
- Tumtum [tbr], 7.300. Od toga 6.000 in karondi i 1.300 tumtum. Treći dijalekt je talassa (talasa),

Kao poseban jezik nekad se vodio tumma ili sangali [tbq] južno od planina Nuba, 6.500 (1956 popiss), a danas kao dijalekt jezika katcha-kadugli-miri. 

## Vanjske poveznice
- Ethnologue (14th)
- Neklasificirani, Ethnologue (15th)

Ethnologue (16th)